# Obrežje, Brežice
Obrežje este o localitate din comuna Brežice, Slovenia, cu o populație de 361 de locuitori.